# 3501-es mellékút (Magyarország)
A 3501-es számú mellékút egy valamivel kevesebb, mint 22,5 kilométeres hosszúságú, négy számjegyű mellékút Hajdú-Bihar vármegye északnyugati részén; Polgártől húzódik Hajdúnánásig.

## Nyomvonala
A 3324-es útból ágazik ki, annak a 4+200-as kilométerszelvénye közelében, Polgár belterületének keleti részén, kelet-északkeleti irányban, Szabolcs utca néven. Majdnem pontosan az első kilométerénél hagyja maga mögött a belterület legkeletebbi házait, 1,3 kilométer után pedig, lámpás biztosítású, szintbeli kereszteződéssel metszi a 35-ös főút nyomvonalát, annak a 28+150-es kilométerszelvénye közelében. Nem sokkal a keresztezés után keletnek veszi az irányt, 5,5 kilométer után áthalad a Nyugati-főcsatorna egyik mellékága felett, 5,8 kilométer után pedig eléri Polgár és Görbeháza határát.
Ezt követően több mint négy kilométeren át e két település határvonalát képezve húzódik, lakatlan, vagy csak egészen szórványosan lakott területek között, mígnem, 10,1 kilométer után eléri az előbbiek és Hajdúnánás hármashatárát. Alig fél kilométerrel arrébb már teljesen hajdúhadházi területek között jár, 12,5 kilométer megtétele után pedig átszeli a Hortobágy folyását. Kicsivel a 18. kilométere előtt – felüljárón, csomópont nélkül – elhalad az M3-as autópálya felett is, amely itt alig másfél kilométernyire van a kereken kétszázadik kilométerétől; 19,2 kilométer után pedig keresztezi a Keleti-főcsatornát..
Majdnem pontosan a 21. kilométerénél jár, amikor keresztezi a Debrecen–Tiszalök-vasútvonal vágányait, s nagyjából onnantól már belterületen halad tovább, Polgári út néven. Így is ér véget, beletorkollva a történelmi városmagot körülölelő körgyűrűbe, vagyis a 35 141-es számú mellékútba, annak majdnem pontosan az 500-as méterszelvényénél. Egyenes folytatása már csak önkormányzati útként húzódik a belvárosig.
Teljes hossza, az országos közutak térképes nyilvántartását szolgáló kira.kozut.hu adatbázisa szerint 22,374 kilométer.

## Települések az út mentén
- Polgár
- (Görbeháza)
- Hajdúnánás